# Palonen (ö i Södra Karelen, Villmanstrand, lat 61,15, long 27,98)
Palonen är en ö i Finland. Den ligger i sjön Saimen och i kommunen Taipalsaari i den ekonomiska regionen  Villmanstrands ekonomiska region  och landskapet Södra Karelen, i den södra delen av landet, 200 km nordost om huvudstaden Helsingfors. Öns area är 3,6 hektar och dess största längd är 420 meter i sydöst-nordvästlig riktning.